# Beddit
 (juin 2020).
Si vous disposez d'ouvrages ou d'articles de référence ou si vous connaissez des sites web de qualité traitant du thème abordé ici, merci de compléter l'article en donnant les références utiles à sa vérifiabilité et en les liant à la section « Notes et références ».
Beddit Oy (anciennement Finsor Oy) est une société technologique basée en Finlande qui fabrique des appareils de suivi du sommeil et une application de suivi du sommeil pour aider à surveiller le sommeil.
La société a été fondée en octobre 2006 et a été acquise par Apple en mai 2017.

## Présentation
Beddit est aussi le nom de l'une application santé de suivi du sommeil créée par la société en 2006.
Crée en 2006 par un chercheur de l'université de technologie de Helsinki, l'application intègre un capteur de suivi du sommeil qui se met entre le matelas et les draps d'un lit, permettant ainsi d'assurer la mesure de données du corps humain pendant son sommeil.
L'application est commercialisée depuis 2012 dispose de trois versions et propose l'accessoire de mesure pour la somme de 150 dollars.

## Rachat par Apple
En mai 2017, Apple annonce le rachat de l'application dans l'objectif de développer son offre santé et bien être à travers ses produits et applications. Le montant de la transaction n'est pas communiqué.
À ce stade, des spéculations sur l'intégration de cette application par la firme de Cuppertino amènent à penser que son utilisation sera adaptée à l'Apple Watch.
Sur la question délicate des données, désormais elles appartiennent à Apple et selon les conditions de cette dernière.